# Жизнь, способ употребления
«Жизнь, способ употребления» (фр. La Vie mode d'emploi) — роман французского писателя Жоржа Перека. Написан в 1978 году.
Роман представляет собой описание жилого дома в Париже под № 11 по несуществующей улице Симона Крюбелье и состоит из последовательного методичного и кропотливого описания помещений с населяющими их предметами и жильцами. Роман, писавшийся более 10 лет, состоит из 99 глав, 107 разных историй и описывает 1467 персонажей. По замыслу автора, роман можно читать с любого места, выбрать любой этаж, следить за любым отдельно взятым жильцом, выдернув из повествования отдельную историю. После публикации черновиков романа стало известно, что все события романа были предопределены автором с самого начала, выстраивание романа подчинялось строгому плану, последовательность описаний соответствует ходам шахматного коня, ситуации, предметы, цвета распределяются согласно комбинаторным правилам и т. д.

## Элементы

### Шахматный конь
Применение задачи о ходе шахматного коня для создания романа была давней идеей общества УЛИПО.  Перек обозначил высоту дома как сетку 10×10: 10 историй, включая подвал (цоколь) и чердаки и 10 комнат поперек, включая две для лестниц. Каждая из комнат представляет собой одну главу, а порядок глав определяется ходами шахматного коня по этой сетке. Тем не менее, поскольку роман содержит только 99 глав, пропуская подвал, Перек тем не менее раскрывает тему провала Бартлбута в структуре романа.

## Приложение
Приложение книги содержит хронологию событий, начиная с 1833 года, указатель объемом 70 страниц, список около сотни основных историй и план распределения блоков по сетке 10x10.  Указатель содержит множество людей, мест и произведений искусства, упомянутых в книге, среди них:
- реальные, как Моцарт;
- вымышленные, как Капитан Немо Жюля Верна;
- реальные внутри книги, как Бартлбут;
- вымышленные внутри книги, например, персонажи истории, написанной школьником.

## Отзывы
- По мнению Итало Кальвино, шедевр Перека стал перекрестком всех исканий литературы XX века. Перек стал одним из наиболее странных литературных деятелей мира, не похожим абсолютно ни на кого. Согласитесь: быть «перекрестком» и идти только своей дорогой — удел немногих…
- По мнению Фредерика Бегбедера — Чему же учит нас — может быть невольно — роман «Жизнь, способ употребления»? Тому, что реальность безбрежна, что ни один романист никогда не исчерпает её до конца, что стремление исчерпать реальность грозит в первую очередь истощить терпение читателя.

## Признание
- В 1978 году роман был удостоен премии Медичи.
- В ходе опроса, проведенного крупнейшей сетью книжных магазинов Франции «FNAC» и редакцией ежедневной газеты «Монд», роман занял 43-e место среди Лучших книг XX века по мнению французских читателей.

## Публикации на русском языке
- Жизнь способ употребления. Пер. с фр. В. М. Кислова. — СПб: Изд-во Ивана Лимбаха, 2009

Перевод  В. М. Кислова получил премию Мориса Ваксмахера в 2009 году.